# Daniel Melo
Daniel Melo, né le 4 juillet 1977 à Belo Horizonte, est un ancien joueur de tennis professionnel brésilien.
Il est le frère du joueur de tennis Marcelo Melo dont il est désormais l'entraîneur.

## Carrière
Il a remporté l'Open du Brésil en 2001 avec Enzo Artoni contre Gastón Etlis et Brent Haygarth.
Vainqueur de seulement deux tournois Future en simple, il a eu de meilleurs résultats en double avec 8 titres en Challenger et 9 en Future. Il a également atteint la finale du tournoi Belo Horizonte en 1999, Campos do Jordão en 2001 et de Tulsa en 2002.

## Palmarès

### Titre en double messieurs
| No | Date       | Nom et lieu du tournoi      | Catégorie   | Dotation  | Surface    | Partenaire  | Finalistes                  | Score          |          |
| -- | ---------- | --------------------------- | ----------- | --------- | ---------- | ----------- | --------------------------- | -------------- | -------- |
| 1  | 10-09-2001 | Brasil Open Costa do Sauípe | Int' Series | 375 000 $ | Dur (ext.) | Enzo Artoni | Gastón Etlis Brent Haygarth | 6-3, 1-6, 7-65 | Parcours |

## Parcours dans les tournois duGrand Chelem

### En simple
N'a jamais participé à un tableau final.

### En double
| Année | Open d'Australie         | Open d'Australie     | Internationaux de France  | Internationaux de France | Wimbledon               | Wimbledon               | US Open                   | US Open              |
| ----- | ------------------------ | -------------------- | ------------------------- | ------------------------ | ----------------------- | ----------------------- | ------------------------- | -------------------- |
| 2002  | 2e tour (1/16) E. Artoni | M. Knowles D. Nestor | 1er tour (1/32) J. Erlich | J. Eagle S. Stolle       | 1er tour (1/32) M. Hood | J.-M. Gambill G. Oliver | 1er tour (1/32) A. Simoni | J. Levinský D. Škoch |

N.B. : le nom du ou de la partenaire se trouve sous le résultat ; le nom des ultimes adversaires se trouve à droite.